# Історія України в романах
«Істо́рія Украї́ни в рома́нах» — книжкова серія видавництва «Фоліо». В серію входять вибрані твори відомих письменників, у котрих розповідається про певні періоди історії України, починаючи з часів Київської Русі і аж до наших днів включно.
| № | Автор                              | Назва                                                                      | Рік  |
| - | ---------------------------------- | -------------------------------------------------------------------------- | ---- |
|   | Роман Іваничук                     | Журавлиний крик                                                            | 2001 |
|   | Роман Іваничук                     | Черлене вино. Манускрипт з вулиці Руської                                  | 2006 |
|   | Юрій Мушкетик                      | Яса. Том 1                                                                 | 2006 |
|   | Юрій Мушкетик                      | Яса. Том 2                                                                 | 2006 |
|   | Павло Загребельний                 | Роксолана                                                                  | 2006 |
|   | Павло Загребельний                 | Диво                                                                       | 2007 |
|   | Юрій Мушкетик                      | На брата брат                                                              | 2007 |
|   | Юрій Мушкетик                      | Гетьманський скарб                                                         | 2007 |
|   | Тодось Осьмачка                    | Ротонда душогубців                                                         | 2007 |
|   | Павло Загребельний                 | Я, Богдан                                                                  | 2008 |
|   | Роман Іваничук                     | Четвертий вимір. Шрами на скалі                                            | 2008 |
|   | Роман Іваничук                     | Роман з каменю. Саксаул у пісках                                           | 2008 |
|   | Роман Іваничук                     | Бо війна — війною... Через перевал                                         | 2008 |
|   | Валентин Чемерис                   | Ольвія                                                                     | 2008 |
|   | Валентин Чемерис                   | Фортеця на Борисфені                                                       | 2008 |
|   | Володимир Малик                    | Таємний посол: кн. 1, 2. Посол Урус-шайтана, Фірман султана                | 2008 |
|   | Володимир Малик                    | Таємний посол: кн. 3, 4. Чорний вершник, Шовковий шнурок                   | 2008 |
|   | Семен Скляренко                    | Святослав                                                                  | 2008 |
|   | Семен Скляренко                    | Володимир                                                                  | 2008 |
|   | Юрій Смолич                        | Мир хатам, війна палацам                                                   | 2008 |
|   | Михайло Старицький                 | Руина                                                                      | 2008 |
|   | Михайло Стельмах                   | Чотири броди                                                               | 2008 |
|   | Генрік Сенкевич                    | Вогнем і мечем                                                             | 2008 |
|   | Роман Іваничук                     | Мальви. Орда                                                               | 2008 |
|   | Валентин Чемерис                   | Генерали імперії                                                           | 2008 |
|   | Василь Барка                       | Жовтий князь                                                               | 2009 |
|   | Василь Барка                       | Рай                                                                        | 2009 |
|   | Іван Багряний                      | Огненне коло                                                               | 2009 |
|   | Володимир Малик                    | Князь Ігор. Слово о полку Ігоревім                                         | 2009 |
|   | Володимир Малик                    | Князь Кий                                                                  | 2009 |
|   | Роман Іваничук                     | Вогненні стовпи                                                            | 2009 |
|   | Олександр Ільченко                 | Козацькому роду нема переводу, або ж Мамай і Чужа Молодиця                 | 2009 |
|   | Петро Панч                         | Без козиря                                                                 | 2009 |
|   | Тимур Литовченко                   | Орлі, син Орлика                                                           | 2010 |
|   | Гнат Хоткевич                      | Довбуш                                                                     | 2010 |
|   | Юрій Сорока                        | Іван Богун. Том 1                                                          | 2010 |
|   | Юрій Сорока                        | Іван Богун. Том 2                                                          | 2010 |
|   | Валентин Чемерис                   | Ордер на любов. Місто коханців на Кара-Денізі. Засвіт встали козаченьки... | 2010 |
|   | Іван Багряний                      | Сад Гетсиманський                                                          | 2011 |
|   | Юрій Мушкетик                      | Останній гетьман. Погоня                                                   | 2011 |
|   | Валентин Чемерис                   | Смерть Атея                                                                | 2011 |
|   | Тимур Литовченко                   | Помститися імператору                                                      | 2011 |
|   | Тимур Литовченко, Олена Литовченко | Пустоцвіт                                                                  | 2012 |
|   | Тимур Литовченко, Олена Литовченко | Кинджал проти шаблі                                                        | 2012 |
|   | Роман Іваничук                     | Хресна проща                                                               | 2012 |
|   | Борис Антоненко-Давидович          | Смерть. Сибірські новели                                                   | 2012 |
|   | Володимир Малик                    | Чумацький шлях                                                             | 2013 |
|   | Валентин Чемерис                   | Ярославна                                                                  | 2013 |
|   | Юрій Сорока                        | Хотин                                                                      | 2013 |
|   | Роман Іваничук                     | Торговиця                                                                  | 2013 |
|   | Роман Іваничук                     | Країна Ірредента. Злодії та Апостоли                                       | 2013 |
|   | Юрій Мушкетик                      | Гетьман, син гетьмана                                                      | 2013 |
|   | Тимур Литовченко, Олена Литовченко | Шалені шахи                                                                | 2014 |
|   | Валентин Чемерис                   | Марина — цариця московська                                                 | 2014 |
|   | Василь Земляк                      | Лебедина зграя. Зелені Млини                                               |      |
|   | Валентин Чемерис                   | Трагедія гетьмана Мазепи                                                   | 2014 |
|   | Валентин Чемерис                   | Ваші пальці пахнуть ладаном                                                | 2014 |
|   | Петро Лущик                        | Настане день, закінчиться війна                                            | 2015 |
|   | Тимур Литовченко, Олена Литовченко | Фатальна помилка                                                           | 2015 |
|   | Ярослав Яріш                       | Сповідь з того світу                                                       | 2015 |
|   | Ігор Макарук, Катерина Макарук     | Князь-варвар                                                               | 2015 |
|   | Валентин Чемерис                   | Сини змієногої богині                                                      | 2015 |
|   | Ярослав Яріш                       | Лицар з Кульчиць                                                           | 2016 |
|   | Валентин Чемерис                   | Рогнеда                                                                    | 2017 |
|   | Валентин Чемерис                   | Амазонка. Київ — Соловки                                                   | 2017 |
|   | Валентин Чемерис                   | Аравійська пустеля                                                         | 2017 |
|   | Валентин Чемерис                   | Княгиня і хан                                                              | 2017 |
|   | Валентин Чемерис                   | Тарас Шевченко: сто днів кохання                                           | 2017 |
|   | Валентин Чемерис                   | Золота осінь Гетьманщини                                                   | 2017 |
|   | Валентин Чемерис                   | Анна Київська — королева Франції                                           | 2017 |
|   | Валентин Чемерис                   | Олена — вершниця зі списом                                                 | 2017 |
|   | Дмитро Воронський                  | Козак Байда, або Хортицька Січ                                             | 2018 |
|   | Віталій Юрченко                    | Пекло на землі                                                             | 2018 |
|   | Роман Іваничук                     | Вогненні стовпи                                                            | 2019 |
|   | Юрій Мушкетик                      | Плацдарм. Жорстоке милосердя                                               | 2019 |
|   | Валентин Чемерис                   | Золота осінь гетьманщини                                                   | 2019 |
|   | Володимир Шабля                    | Камінь. Біографічний роман. Книга перша. Перші кроки до світла та назад.   | 2020 |
|   | Володимир Шабля                    | Камінь. Біографічний роман. Книга друга. Непрості дороги до пекла.         | 2020 |
|   | Володимир Шабля                    | Камінь. Біографічний роман. Книга третя. Несправджені сподівання.          | 2020 |